# Komat

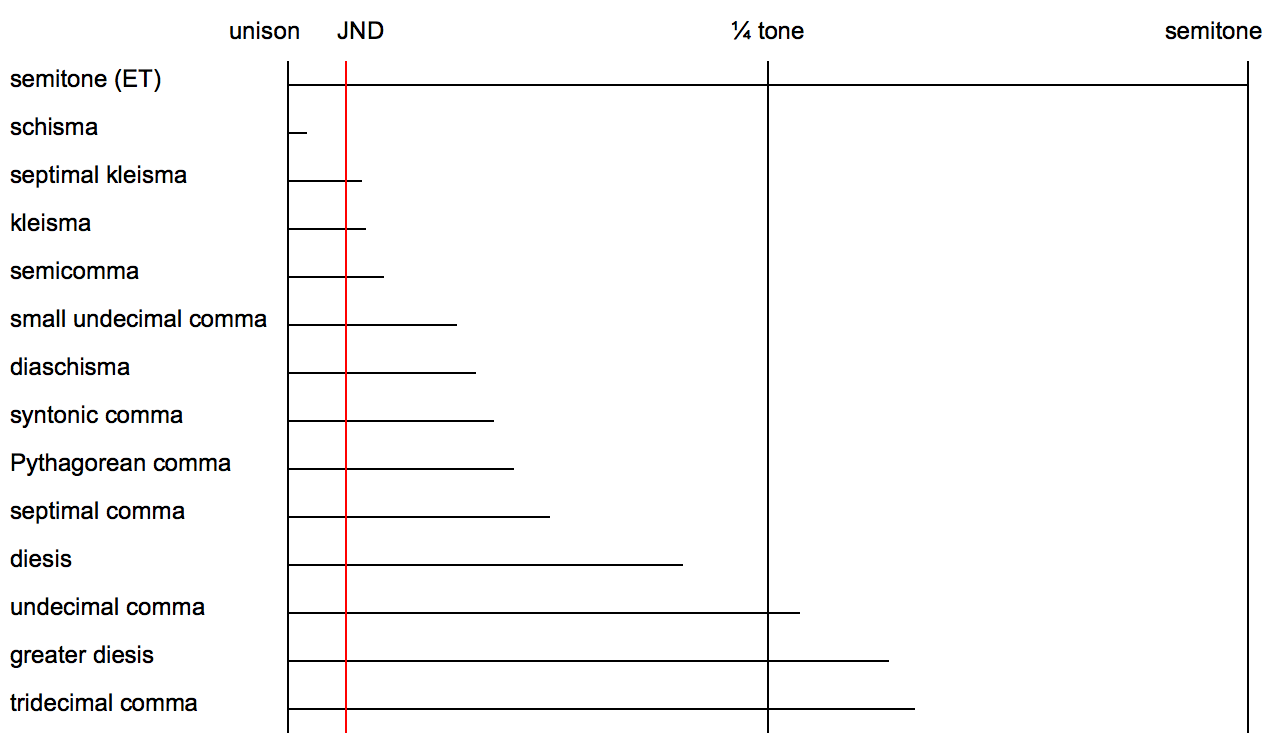
Porównanie rozmiarów różnych rodzajów komatów

Komat – w teorii muzycznej to bardzo mały interwał, różnica wynikająca z nastrojenia jednej nuty na dwoma różnymi systemami. Istnieją dwa główne rodzaje komatu: komat syntoniczny, "różnica między właściwą tercją wielką a czterema właściwymi kwintami pomniejszonymi o dwa oktawy", oraz komat pitagorejski, "różnica między dwunastoma kwintami a siedmioma oktawami". Słowo "komat", używane bez dodatkowego określenia, odnosi się do komatu syntonicznego, który można zdefiniować, na przykład, jako różnicę między F♯ nastrojonym przy użyciu systemu strojenia pitagorejskiego opartego na D, a innym F♯ nastrojonym przy użyciu systemu strojenia ćwierćkomatowego opartego na D. Interwały oddzielone stosunkiem 81:80 uważane są za tę samą nutę, ponieważ dwunastotonowa zachodnia skala chromatyczna nie rozróżnia interwałów pitagorejskich od interwałów o ograniczeniu pięciostopniowym w swojej notacji. Inne interwały uważane są za komaty z powodu równoważności enarmonicznych w systemie strojenia. Na przykład, w systemie 53TET, B7♭ i A♯ są oba przybliżane tym samym interwałem, chociaż dzieli je septymalna kleisma.
Słowo "komat" przyszło z łaciny od greckiego κόμμα, wcześniej *κοπ-μα = "wynik lub efekt cięcia".
W obrębie tego samego systemu strojenia, dwie równoważne enarmonicznie nuty (takie jak G♯ i A♭) mogą mieć nieco różną częstotliwość, a interwał między nimi to komat. Na przykład, w rozszerzonych skalach produkowanych przy użyciu strojenia pięciostopniowego, A♭ nastrojony jako tercja wielka poniżej C5, a G♯ nastrojony jako dwie tercje wielkie powyżej C4, nie są dokładnie tą samą nutą, tak jak byłyby w temperamencie równomiernym. Interwał między tymi nutami, czyli diesis, to łatwo słyszalny komat (jego rozmiar to ponad 40% półtonu).
Komaty są często definiowane jako różnica wielkości między dwoma półtonami. Każdy system strojenia temperowanego generuje skalę 12-tonową charakteryzującą się dwoma rodzajami półtonów (diatonicznym i chromatycznym), a tym samym unikalnym komatem. To samo dotyczy strojenia pitagorejskiego.
Zobacz też:
- Komat pitagorejski
- Interwał